# Crepidine

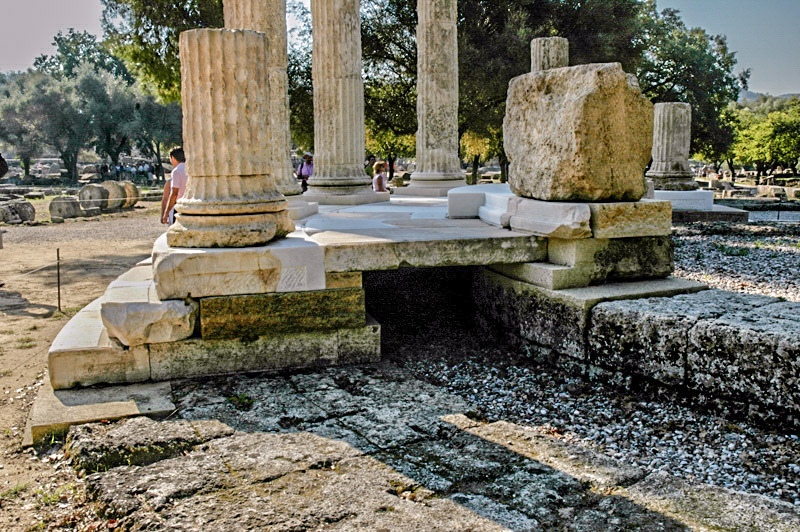
Crepidine a gradini (crepidoma) del Philippeion di Olimpia

La crepìdine (κρηπίς) è un elemento architettonico dell'architettura classica.

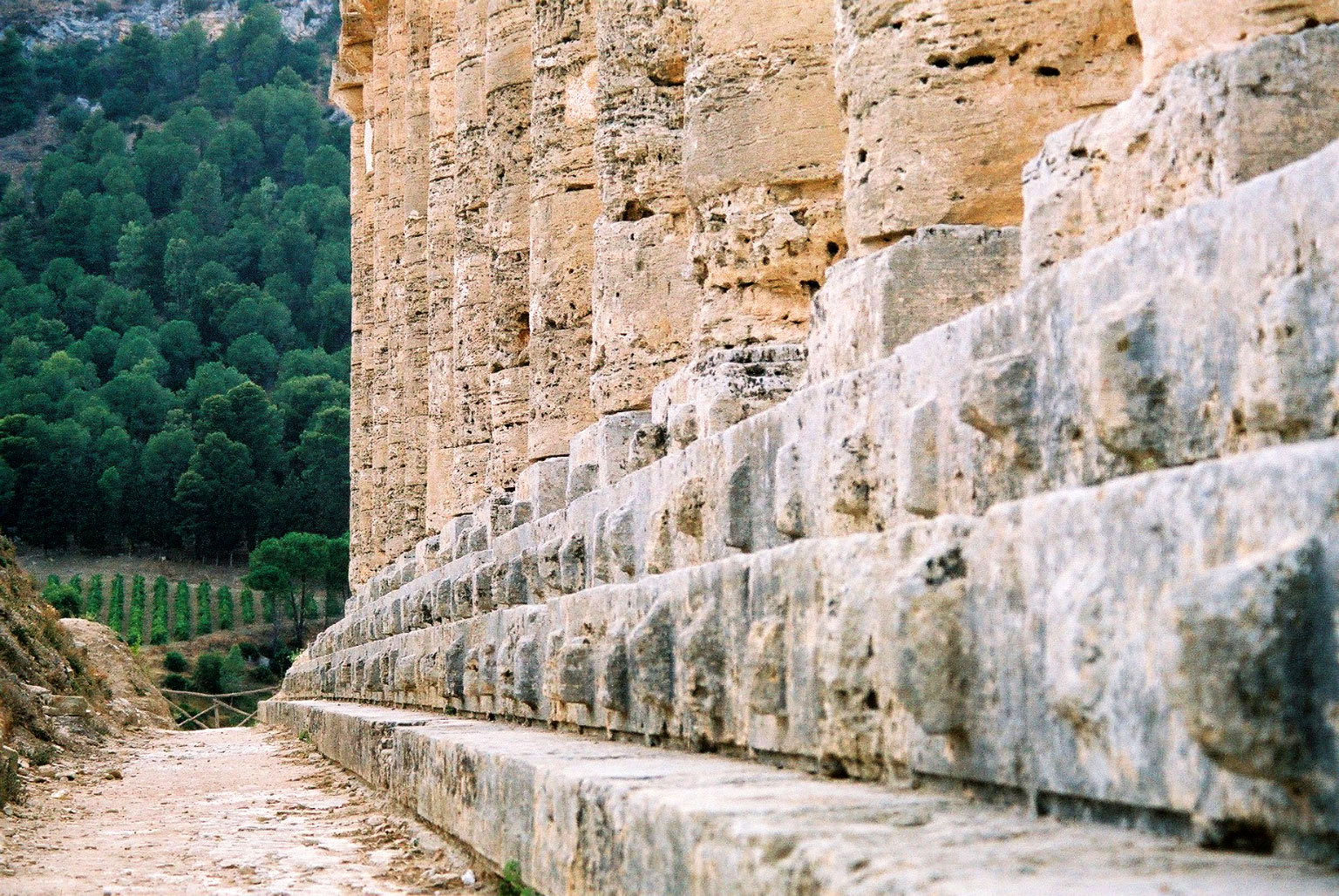
Crepidine del tempio di Segesta

In maniera generica indica il basamento o lo zoccolo di un edificio (si pensi ad esempio a un tempio greco). Si può avere una crepidine sotto un altare, un piedistallo o anche il semplice gradino di un marciapiede può essere chiamato crepidine.
Più precisamente, nell'architettura greca antica, la crepidine indica i tre (o più) piani, solitamente in pietra, che nel loro complesso formano una gradinata che porta all'ingresso del tempio. La superficie sulla quale poggiano le colonne e le pareti della cella viene chiamata crepidoma o stilobate o piano stilobatale.
Come per altri termini relativi all'architettura antica, vi sono divergenze tra gli studiosi: secondo alcuni è indicata con il termine crepidoma tutta la gradinata di accesso al tempio, che altri, invece, chiamano crepidine, definendo invece crepidoma come zoccolo.